# Herpetogramma luctuosalis
Herpetogramma luctuosalis es una especie de polilla del género Herpetogramma, categorizada en la tribu Herpetogrammatini, de la subfamilia Spilomelinae. Fue descrita por Achille Guenée en 1854.
La dieta de Herpetogramma luctuosalis consiste en hojas y tallos de plantas. Se le considera una plaga severa que puede causar defoliación y destrucción en cultivos de maíz y frijoles.

## Distribución
Se distribuye por Asia: Corea, Japón, China e India.